# Olympe de Gouges
Olympe de Gouges, fr. Olympe de Gouges (ur. 7 maja 1748 w Montauban, zm. 3 listopada 1793 na Place de la Revolution w Paryżu) – francuska abolicjonistka, feministka, dramatopisarka.

## Życiorys
Urodziła się jako Marie Gouze. Jej ojciec był rzeźnikiem, a matka praczką. Olympe uważała, że jest nieślubną córką Jean-Jacques’a Lefranca, markiza Pompignan, ale markiz nigdy nie uznał jej za swe dziecko. To wpłynęło na dalsze życie Olympe i spowodowało, że podjęła walkę o uznanie praw dzieci nieślubnych.
W 1765 poślubiła Louisa Aubry’ego, który przyjechał z Paryża razem z nowym intendentem miasteczka, panem de Gouges. Aubry zmarł kilka lat później, a w 1770 Olympe razem ze swoim synem – Piotrem – przeniosła się do Paryża i zmieniła imię i nazwisko na Olympe de Gouges. W Paryżu napisała inspirowaną własną biografią powieść epistolarną pt. „Wspomnienia pani de Valmont”. Prowadziła też swój salon literacki. Następnie zainteresowała się teatrem – napisała szereg sztuk, z których największy rozgłos przyniosła jej ta pt. „Zamor i Mirza, czyli szczęście zatonięcie” (poprawiona w 1792 i wystawiona w Teatrze Narodowym pt. „Niewolnictwo Murzynów, czyli szczęśliwe zatonięcie”). Sztuka ta, wzbudzająca protesty zwolenników ekspansji zamorskiej, krytykowała niewolnictwo i była pochwałą wolności i równości wszystkich ludzi bez względu na kolor skóry.
W 1791 ogłosiła Deklarację praw kobiety i obywatelki, w której domagała się między innymi przyznania kobietom prawa do edukacji i rozporządzania własnością prywatną, honorów i funkcji równych tym posiadanym przez mężczyzn, uczestnictwa kobiet w siłach zbrojnych oraz równości płci w rodzinie. Manifest był wzorowany na Deklaracji praw człowieka i obywatela. Pierwszy artykuł deklaracji autorstwa de Gouges stanowi: „Kobieta rodzi się i pozostaje wolna i równa w prawach mężczyźnie”. A najsłynniejsze zdanie, które z niej pochodzi to: „Skoro kobieta może zgodnie z prawem zawisnąć na szubienicy, winna również mieć prawo stanąć na mównicy”. Deklaracji tej towarzyszył również projekt cywilnej, laickiej umowy małżeńskiej, zanim jeszcze instytucja małżeństwa cywilnego została wprowadzona we Francji.
Olympe de Gouges została zgilotynowana 3 listopada 1793, gdyż – choć wspierała rewolucję francuską i napisała w jej czasie blisko 30 pamfletów – odnosiła się bardzo krytycznie do radykalnych rządów Robespierre’a. W swojej mowie obronnej wygłoszonej przed Trybunałem Rewolucyjnym tak się o nim wyrażała: „Robespierre zawsze wydawał mi się zarozumiały, pozbawiony geniuszu i serca. Zawsze uważałam go za gotowego poświęcić cały naród, byleby tylko zostać dyktatorem”.